# Alexandrovna
Alexandrovna este un nume care se poate referi la:
- Maria Alexandrovna
- Maria Alexandrovna a Rusiei
- Marea Ducesă Alexandra Alexandrovna a Rusiei
- Marea Ducesă Olga Alexandrovna a Rusiei
- Marea Ducesă Xenia Alexandrovna a Rusiei
- Maria Alexandrovna Blank
- Prințesa Irina Alexandrovna a Rusiei